# Нейковское сельское поселение
Нейковское сельское поселение — упразднённое муниципальное образование в составе Краснинского района Смоленской области России.
Административный центр — деревня Гребени.
Образовано законом от 1 декабря 2004 года. Упразднено законом от 25 мая 2017 года с включением всех входивших в его состав населённых пунктов в Малеевское сельское поселение.

## Географические данные
- Общая площадь: 110,26 км²
- Расположение: западная часть Краснинского района
- Граничит:
  - на севере — с Глубокинским сельским поселением
  - на востоке — с Краснинским городским поселением
  - на юге — с Павловским сельским поселением
  - на западе — с Беларусью
- Крупная река: Лупа.
- По территории поселения проходит автодорога Красный — Орша.

## Население
| 2011 | 2012 | 2013 | 2014 | 2015 | 2016 | 2017 |
| ---- | ---- | ---- | ---- | ---- | ---- | ---- |
| 289  | ↘271 | ↘259 | ↘253 | ↗254 | ↘251 | ↗253 |

## Населённые пункты
На территории поселения находилось 16 населённых пунктов:
- Гребени, деревня
- Бухарино, деревня
- Глинное, деревня
- Девичья Дубрава, деревня
- Катково, деревня
- Ковшичи, деревня
- Ляхово, деревня
- Марково, деревня
- Нейково, деревня
- Платоново, деревня
- Подберёзье, деревня
- Струково, деревня
- Тригубово, деревня
- Туговищи, деревня
- Черныши, деревня
- Шелбаны, деревня